# 不相応
| ウィキペディアには「不相応」という見出しの百科事典記事はありません（タイトルに「不相応」を含むページの一覧/「不相応」で始まるページの一覧）。 代わりにウィクショナリーのページ「不相応」が役に立つかもしれません。 |